# Ralsko
Ralsko este o arie protejată (sit de importanță comunitară — SCI) din Republica Cehă întinsă pe o suprafață de 183,5 ha, integral pe uscat.

## Localizare
Centrul sitului Ralsko este situat la coordonatele 50°40′24″N 14°45′47″E / 50.673333°N 14.763056°E.

## Înființare
Situl Ralsko a fost declarat sit de importanță comunitară în noiembrie 2009 pentru a proteja un număr necunoscut de specii din flora spontană și fauna sălbatică aflate în arealul zonei.

## Biodiversitate
Situată în ecoregiunea continentală, aria protejată conține 3 habitate naturale: Păduri de fag Luzulo-Fagetum, Păduri de fag Asperulo-Fagetum, Păduri pe pante, grohotișuri și ravene de Tilio-Acerion.
La baza desemnării sitului se află un număr nedeclarat de specii protejate.